# Alejandro Font de Mora
Alejandro Font de Mora Turón (Villarreal, Castellón, España, 15 de abril de 1949) es un político y escritor español que ha ocupado distintos cargos en el Consejo de la Comunidad Valenciana, como consejero de la presidencia y como consejero en el ámbito de la educación, cultura y deporte, también ha sido el Portavoz de la Comunidad Valenciana y diputado de las Cortes Valencianas. Fue Vicepresidente primero de la Cortes Valencianas.

## Biografía
Alejandro Font de Mora es licenciado en medicina por la Universidad de Valencia, también es doctor cum laude por la Universidad Complutense de Madrid, profesor en excedencia de Patología Forense y General de la Universidad Complutense de Madrid y de la Universidad de La Laguna de San Cristóbal de La Laguna en la Provincia de Santa Cruz de Tenerife, y profesor de Medicina forense y Toxicología de la Universidad de Valencia. De lo que ha llegado a ser el Director del Instituto de Medicina Legal de Valencia.

## Trayectoria política

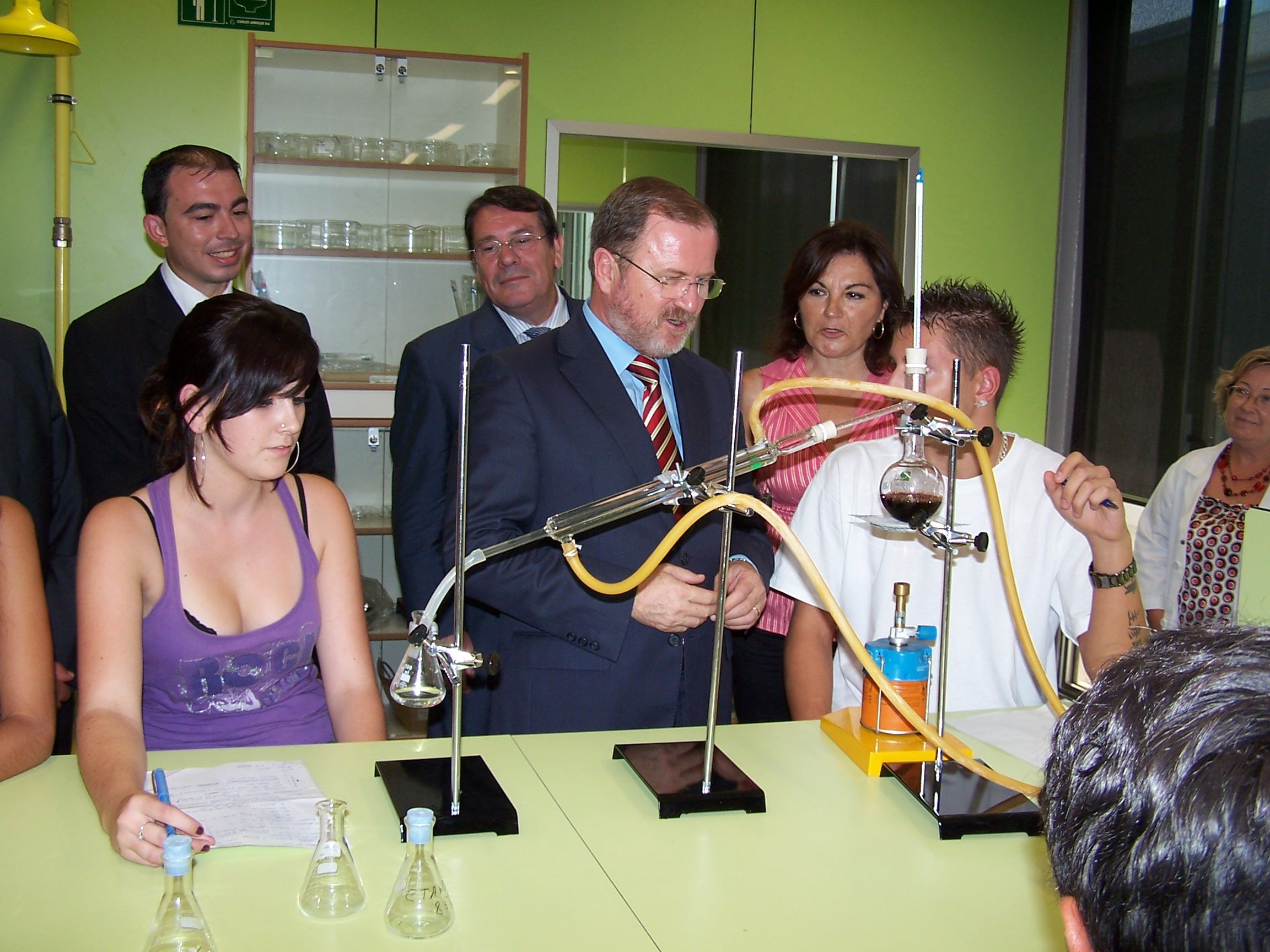
Alejandro Font de Mora en la inauguración de un instituto en Torrevieja el 2007.

Alejandro Font de Mora comenzó su vida política en el año 1989 con el partido político Centro Democrático y Social, más adelante en el año 1991 fue nombrado presidente de CDS de la Comunidad Valenciana y con lo cual fue candidato para la presidencia de la Generalidad Valenciana con este partido político para las Elecciones a las Cortes Valencianas de 1991, formación por la que intentó acceder al Congreso de los Diputados en el año 1989. 
Luego en el año 1995 ingreso en el Partido Popular de la Comunidad Valenciana, (PPCV).
El destaca por ser diputado autonómico en las Cortes Valencianas durante el gobierno de Eduardo Zaplana desde la IV legislatura democrática en el año 1995, que fueron la Elecciones a las Cortes Valencianas de 1995 desarrollando las funciones de presidente-portavoz de Sanidad, portavoz adjunto del Grupo parlamentario Popular en la (IV legislatura) y síndico portavoz del Grupo parlamentario Popular de la V legislatura en el año 1999, que fueron las Elecciones a las Cortes Valencianas de 1999.

### Consejero de Presidencia y Portavoz del Consejo (2003-2004)
Con la salida de José Luis Olivas, (presidente de la Generalidad Valenciana) le sucedió en dicho cargo Francisco Camps en el año 2003, que fue cuando Alejandro Font de Mora entra en el Consejo. El 21 de junio de 2003 tomó posesión como Consejero de Presidencia y Portavoz del Consejo en el Gobierno Valenciano presidido por Francisco Camps durante los años 2003 y 2004.

### Consejero de Educación (2004-2007)
En el año 2004 Font de Mora entra al frente de las competencias en materia de educación como consejero educación desde el 27 de agosto de 2004 hasta el 22 de junio de 2011. Durante el mandato como consejero de educación, el día 29 de junio de 2007 la Consejería tuvo unas remodelaciones y pasó a ser la Consejería de Cultura, Educación y Deporte. Su mandato estuvo marcado por la controversia. Las protestas de la Comunidad educativa de la Comunidad Valenciana fueron constantes motivadas por cuestiones como el uso de los llamados 'barracones' en numerosos centros educativos por la falta de inversiones en las instalaciones e infraestructuras docentes [3] o las polémicas en torno al Plan de Extensión del Trilinguismo [4] por el que se pretendía impartir la asignatura Educación para la ciudadanía en inglés y que finalmente no prosperó. 
El último anuncio de Font de Mora como consejero de Educación, a pocos días de dejar el cargo, en el que la Generalitat pretendía cambiar el modelo educativo impulsado con la Ley de uso y enseñanza del valenciano por un modelo trilingüe en el que se eliminan las líneas de educación en valenciano. [5] Días después se convocaba una manifestación en Valencia impulsada por Escola Valenciana en la que se reunieron miles de personas para reivindicar mayor presencia del valenciano en la escuela.

## Vida artística y cultural
Alejandro Font de Mora tiene la afición por la pintura de la que ha realizado cinco exposiciones individuales y doce colectivas de sus aceites.
Como escritor ha publicado varios libros de poesía ( "pretexto contra el tiempo", "De la parábola") en el ámbito de la que obtuvo en el año 1982 el premio "Carlos Espressati" y fue finalista del premio "Gulas" del Ayuntamiento de Valencia. Igualmente, el nivel científico de la medicina forense ha dado a conocer más de cuarenta trabajos en publicaciones especializadas.

### Publicaciones
- Pretesto Contra El Tiempo (1979)

- Año de Edición: 1981.
- Tema: Literatura española. Poesía lírica. Siglo XX.